# Gebäudesystemtechnologie
Gebäudesystemtechnologie ist eine interdisziplinäre Wissenschaft zur Verknüpfung verschiedener Techniken im Zusammenhang mit Gebäuden.
Insbesondere verbindet sie Gebäudetechnik, Gebäudekonstruktion,
Gebäudeautomation, Energieeffizienz, Gebäudemanagement und Elektrotechnik.
Da in Gebäuden etwa 40 % der Energie verbraucht werden, fällt der Gebäudesystemtechnologie angesichts der politischen und gesellschaftlichen Herausforderungen durch die zunehmende Verknappung der fossilen Rohstoffe, den Klimawandel und die in Deutschland initiierte Energiewende eine Schlüsselrolle zu.

## Entstehungsgeschichte
Aufgrund der energetischen Anforderungen an Gebäude werden diese immer komplexer. Im Jahr 2002 wurde eine Verknüpfung der mit Gebäuden zusammenhängenden Techniken durch den Übergang der Heizungsanlagen-Verordnung und der Wärmeschutzverordnung in die Energieeinsparverordnung (ENEV) nötig. Damit war für die Bewertung eines Gebäudes nur noch die an der Gebäudegrenze gelieferte Endenergie für die Bewertung eines Gebäudes relevant. Mit den steigenden energetischen Anforderungen an die Gebäude, wie zum Beispiel die EU-Richtlinie über die Gesamtenergieeffizienz von Gebäuden (2010/31/EU) wurde eine Verknüpfung der Gebäudetechniken mit dem Ziel des Niedrigstenergiehauses zwingend erforderlich.

## Teilgebiete
Die Gebäudesystemtechnologie verbindet die im Gebäude vorhandenen Systeme, wie die Gebäudesystemtechnik, also die Gesamtheit aller elektrischen Geräte und Verfahren zur Messung, Steuerung, Regelung und Optimierung im Gebäude mit dem Ziel, diese Gewerke übergreifend zu vernetzen, die Heizungs- und Lüftungstechnik, die Sanitärtechnik und die Komponenten der Gebäudehülle (Verschattung, Solarkollektoren, Zugangskontrolle etc.). Durch Integration von Gebäudesimulationen mit CAD und Gebäudemonitoring hat die Gebäudesystemtechnologie zum Ziel, Gebäude durch eine Vernetzung der einzelnen Techniken effizient zu betreiben.

## Studium
Gebäudesystemtechnologie wird an Hochschulen und Fachhochschulen angeboten. Es gibt auch Berufskollegs, die mit dem Schwerpunkt Gebäudesystemtechnik die Fachhochschulreife verknüpfen. An der Fachhochschule Südwestfalen wird der Studiengang Wirtschaftsingenieurwesen mit der Gebäudesystemtechnologie verknüpft und als Studiengang Wirtschaftsingenieurwesen – Energie und Gebäude in Hagen und Lüdenscheid angeboten. Die ausbildungs- und berufsbegleitende Variante des Studiengangs wird am Berufsbildungszentrum der Handwerkskammer Südwestfalen in Arnsberg angeboten.

## Berufsfelder
Die Berufsfelder der Gebäudesystemtechnologie sind vielseitig und umfassen Tätigkeiten zur energieeffizienten und ganzheitlichen Anwendung der verschiedenen Energie- und Gebäudetechniken bei globalen Energieversorgern, bei Planungsbüros, innerhalb von großen Unternehmen bei der Gebäudeverwaltung, in kommunalen Organisationen, im Handwerk und im Dienstleistungssektor.